# 257

257(이백오십칠)은 256보다 크고 258보다 작은 자연수다.

## 수학
- 55번째 소수(素數)다. 앞의 소수는 251, 다음 소수는 263이다.
  - 4번째 페르마 소수다. 앞의 페르마 소수는 17, 다음은 65537이다.
  - 10번째 프로트 소수다. 앞의 프로트 소수는 241, 다음은 353이다.

({\displaystyle 257=1\times 2^{8}+1})
- 피타고라스 삼조의 빗변의 길이이다. ({\displaystyle 32^{2}+255^{2}=257^{2}})[a]

## 과학
- NGC 257(영어판): 물고기자리 방향에 있는 나선은하.

## 교통
- 일본 257번 국도(일본어판): 시즈오카현 하마마쓰시 주오구에서 기후현 다카야마시까지 이어지는 일본의 국도.
- 현도 제257호선

## 군사
- U-257(영어판, 독일어판): 제2차 세계 대전에 사용된 나치 독일의 군용 잠수함.

## 문화유산
- 대한민국의 국보 제257호: 초조본 대방광불화엄경 주본 권29
- 대한민국의 보물 제257호: 공주 갑사 승탑
- 대한민국의 사적 제257호: 서울 운현궁

## 방송
- B tv의 소상공인시장TV 채널 번호.
- U+ TV의 EYTV 채널 번호.
- LG헬로비전의 프랑스 공영 방송인 TV5MONDE 채널 번호.

## 기타
- 연도: 257년, 기원전 257년